# Лятычин
Лятычин (пол. Latyczyn) — деревня в Замойском повете Люблинского воеводства Польши. Входит в состав гмины Радечница. Находится примерно в 30 км к западу от центра города Замосць. По данным переписи 2011 года, в деревне проживало 515 человек.
В 1975—1998 годах деревня входила в состав Замойского воеводства.

## Население
Демографическая структура по состоянию на 31 марта 2011 года:
|         | Всего | До трудоспособного возраста | Трудоспособного возраста | Старше трудоспособного возраста |
| ------- | ----- | --------------------------- | ------------------------ | ------------------------------- |
| Мужчины | 250   | 34                          | 182                      | 34                              |
| Женщины | 265   | 39                          | 125                      | 101                             |
| Всего   | 515   | 73                          | 307                      | 135                             |